# Gina Dobra
Gina Dobra, eigentlich Snezina Dobreva, (* 8. November 1940 in Sofia; † 29. Juni 2015) war eine in Wien lebende bulgarische Schlagersängerin, die in Deutschland Popularität erlangte.
Besondere Bekanntheit erreichte der von ihr interpretierte Schlager Mandolinen-Serenade, den sie auch in dem Film Schön ist die Liebe am Königssee sang.
Am 13. April 1961 wurde Gina Dobra bei einem Autounfall, bei dem der Sänger Rainer Bertram am Steuer saß, schwer verletzt.